# St.-Johannis-Kirche (Bemerode)

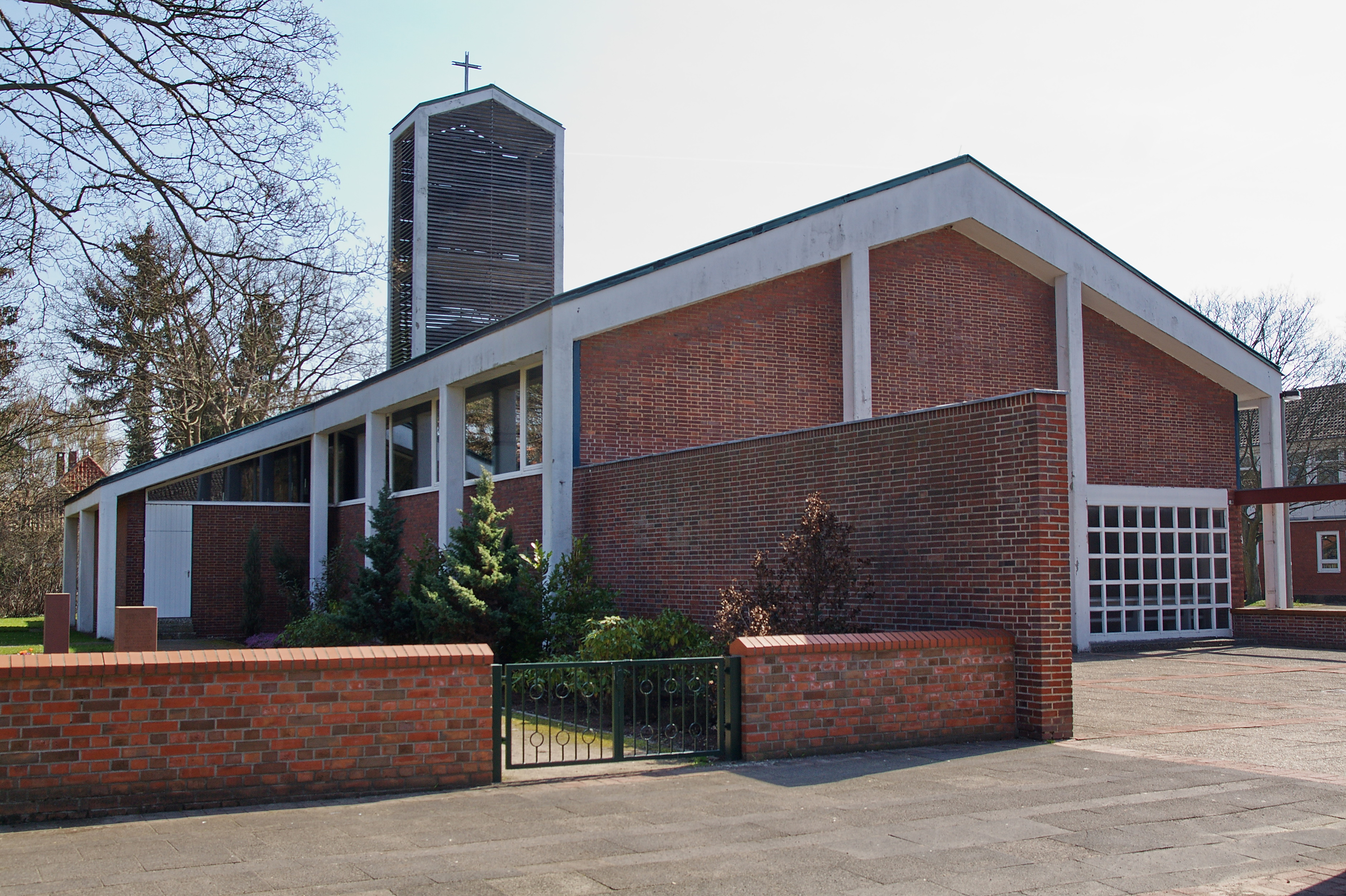
St.-Johannis-Kirche

Die St.-Johannis-Kirche ist die Hauptkirche der Evangelisch-lutherischen St.-Johannis-Kirchengemeinde Bemerode-Kronsberg-Wülferode in Hannover-Bemerode.

## Geschichte
Die St.-Johannis-Kirche wurde im Jahr 1962 von den Architekten Ingeborg und Martin Düker im neuen Ortskern von Bemerode errichtet. Sie entstand aufgrund der anwachsenden Gemeinde im Stadtteil Bemerode in Nachfolge der St.-Johannis-Kapelle.
Bis zum Jahr 1950 gehörte die St.-Johannis-Gemeinde als Kapellengemeinde zu Jakobi Kirchrode. Durch das starke Bevölkerungswachstum im Dorf Bemerode wurde die Gemeinde eigenständig. Anfang der 1970er Jahre folgte die Eingemeindung des Dorfes Bemerode in die Stadt Hannover. In den folgenden Jahrzehnten wuchs die Gemeinde stetig durch das Schaffen neuer Wohngebiete (z. B.: Emslandviertel, Spargelacker, Expo-Siedlung) in Bemerode.
Seit 1957 unterhält die Gemeinde einen Kindergarten.
Mit den Nachbargemeinden Jakobi Kirchrode und St. Martin Anderten, der römisch-katholischen Gemeinde zu den Hl. Engeln und der koptischen Gemeinde Hannover besteht im Rahmen einer Charta Oecumenica eine intensive ökumenische Verbundenheit und Zusammenarbeit.

## Ausstattung
Ein Altarmosaik von Kurt Sohns zeigt Johannes den Täufer und ein Lamm mit Kreuzesfahne als Symbol für Jesus Christus. Oben ist eine Taube als Zeichen des Heiligen Geistes zu sehen, umschlossen von einem umgekehrten Regenbogen. Holzskulpturen wie „Strahlenbaum“ und „Hommage an Johann Sebastian Bach“ von Hans-Georg Filipschacks sowie Erdmute Siegmund-Filipschaks siebenteiliges Bild „Menschenwege“ sind zu sehen.

### Orgel
Die Orgel wurde 1970 von der Orgelbaufirma Albrecht Frerichs erbaut. Das Schleifladen-Instrument hat 19 Register auf zwei Manualen und Pedal. Die Spiel- und Registertrakturen sind mechanisch.
| I Hauptwerk C–g3 |            |    |
| 1.               | Rohrflöte  | 8′ |
| 2.               | Quintade   | 8′ |
| 3.               | Prinzipal  | 4′ |
| 4.               | Spitzflöte | 4′ |
| 5.               | Flachflöte | 2′ |
| 6.               | Mixtur IV  |    |
| 7.               | Trompete   | 8′ |

| II Brustwerk C–g3 |                 |       |
| 8.                | Holzgedackt     | 8′    |
| 9.                | Gedacktflöte    | 4′    |
| 10.               | Prinzipal       | 2′    |
| 11.               | Quinte          | 1 ⁄3′ |
| 12.               | Sesquialtera II |       |
| 13.               | Scharf III      |       |
| 14.               | Krummhorn       | 8′    |

| Pedalwerk C–f1 |            |     |
| 15.            | Subbass    | 16′ |
| 16.            | Pommer     | 8′  |
| 17.            | Oktave     | 4′  |
| 18.            | Trompete   | 8′  |
| 19.            | Mixtur III |     |

- Koppeln: II/I, I/P, II/P

## Sonstiges
Zum Gemeindebereich der St.-Johannis-Kirchengemeinde Hannover-Bemerode gehören neben der St.-Johannis-Kirche das Evangelische Kirchenzentrum Kronsberg und die Kapellen in Bemerode und Wülferode. Im Gemeindebereich leben ca. 7.300 Kirchenglieder (Stand 2012).
2007 wurde der Bilderzyklus Apokalypse von Jacques Gassmann in der Kirche ausgestellt. Zur Expo 2000 gehörte der Christus-Pavillon zum Gemeindebereich Kirchenzentrum Kronsberg. Im Rahmen der Bemeroder Laienkanzel sind regelmäßig Persönlichkeiten aus Politik, Wirtschaft und Gesellschaft in der Kirche zu hören, so waren bisher z. B. Jürgen Gansäuer, Reinhard Höppner oder Dirk Rossmann zu Gast.
Am 11. April 2013 gründete die Kirchengemeinde die St.-Johannis-Stiftung. Die Stiftung soll das kirchliche Gemeindeleben fördern und den christlichen Sinn in die Gesellschaft hineinwirken.